# Steffen Weigold
Steffen Weigold (Oberndorf am Neckar, 9 aprile 1979) è un ex ciclista su strada ed ex ciclocrossista tedesco.

## Palmarès

### Strada

#### Altri successi
- 2005 (Team Lamonta)

Classifica scalatori Regio-Tour

### Ciclocross
- 1999

Campionati tedeschi, Under-23
- 2000

Campionati tedeschi, Under-23

## Piazzamenti

### Grandi Giri
- Giro d'Italia

2003: fuori tempo massimo (18ª tappa)

### Classiche monumento
- Giro delle Fiandre

2002: 78º
2003: ritirato
2007: 101º
- Parigi-Roubaix

2002: ritirato
2003: ritirato
- Giro di Lombardia

2007: 72º

### Competizioni mondiali
- Campionati del mondo di ciclocross

Monaco di Baviera 1997 - Juniores: 3º
Poprad 1999 - Under-23: 4º
Sint-Michielsgestel 2000 - Under-23: 6º